# Provinciale weg 69
De provinciale weg 69 (N69) is een Nederlandse provinciale weg en ex-rijksweg van Veldhoven bij de A67 naar de Belgische grens om Valkenswaard heen. Tot 2021 liep de N69 door de bebouwde kom van Valkenswaard en Aalst richting Eindhoven. Op 18 oktober 2021 werd de nieuwe verbinding geopend. De weg kent op het nieuwe gedeelte (van Valkenswaard tot Veldhoven) gescheiden rijbanen met elk één rijstrook per richting. Het oude gedeelte van de weg heeft geen gescheiden rijbanen. De maximumsnelheid is over de gehele weg 80 km/h.
De weg begint aan de A67 bij aansluiting 31, net ten zuiden van Veldhoven. De N69 begint in het verlengde van de Zilverbaan richting Veldhoven-West. Na de A67 is er een kruising met de Locht richting Veldhoven-Zuid en Steensel. Vanaf dit kruispunt begint de nieuwe Westparallel om Valkenswaard heen. Onderweg gaat de N69 over de beekdalen van de Run en de Keersop. Vervolgens komen er twee ongelijkvloerse aansluitingen naar Dommelen en Valkenswaard. 
Na de aansluiting Valkenswaard vervolgt de weg haar oude route in zuidelijke richting tot de Belgische grens bij Lommel. Hier gaat de weg over in de Belgische N74 (Limburgse Noord-zuidverbinding) naar Hasselt.

## Geschiedenis
Oorspronkelijk was de weg een rijksweg, waarvoor in de jaren 70 plannen bestonden om de weg uit te bouwen tot autosnelweg. Deze zou op Belgisch grondgebied verder verlopen als A24 richting Hasselt en Landen. In Nederland zou deze weg vanaf Knooppunt De Hogt ten zuidwesten van Eindhoven tussen Dommelen en Valkenswaard door het dal van de Dommel lopen en vanaf daar ongeveer het huidige tracé van de N69 volgen. Dit was ook te zien in de administratieve nummering van de N69, het gedeelte tussen de aansluiting op de A2 en Valkenswaard was genummerd als planvervangende weg 769, terwijl het gedeelte tussen Valkenswaard en de Belgische grens genummerd was als planweg 69.
Begin jaren 80 werden de eerste stappen genomen om de A69 mogelijk te maken. In 1983 werd het tracébesluit voor het gedeelte Valkenswaard - Belgische grens genomen, in 1986 gevolgd door het tracébesluit voor het gedeelte tussen Valkenswaard en De Hogt. Uiteindelijk werd in 1988 in een zogenaamd kroonberoep uitspraak gedaan tegen de autosnelweg. Het plan zou, naar het leek, definitief niet uitgevoerd worden. Begin jaren 90 besloot het Europees Hof dat het Nederlandse kroonberoep niet rechtsgeldig was.
Ondertussen bleef ook de problematiek in de plaatsen waar de N69 door loopt bestaan, aan de andere kant had het gebied waar de snelweg doorheen zou verlopen ook een grote ecologische waarde. In 1998 nam de toenmalig Minister van Verkeer en Waterstaat Tineke Netelenbos daarom het zogenaamde nulalternatief, dat feitelijk betekende dat er weinig aan de situatie zou veranderen. In 2004 werd voorlopig de laatste poging ondernomen om wat aan de bestaande situatie te veranderen, nu door het Samenwerkingsverband Regio Eindhoven. Deze liet een milieueffectrapportage en in 2005 een nieuwe verkeerstelling uitvoeren. Hieruit bleek dat de weg zodanig veel gebruikt werd, ook door internationaal verkeer, dat het volgens het SRE geen regionaal probleem was. Dientengevolge werd het Rijk gevraagd om ondersteuning. Het Rijk was echter niet van plan deze ondersteuning te verlenen, en op 29 november 2008 werd de weg door minister Eurlings symbolisch overgedragen aan de provincie, waardoor de N69 vanaf 1 januari 2009 in beheer bij de provincie Noord-Brabant is. De weg heeft daarbij het wegnummer N69 behouden.

## Verlegging tracé
De gemeentes Valkenswaard en Waalre wilden af van de verkeersdrukte door hun kernen. Omdat hiervoor de N69 verplaatst moest worden en andere gemeenten ook belangen hebben, heeft de provincie gekozen om via de methode van de brede belangen benadering een alternatief te zoeken. In 2011 is hiervan de uitkomst bepaald en is gekozen voor de Westparallel. De aanleg van de nieuwe weg is eind 2019 gestart en duurde tot oktober 2021. De weg begint sindsdien aan de A67 bij aansluiting 31, net ten zuiden van Veldhoven. De oude aansluiting 33 bij Eindhoven is sindsdien een lokale verbinding tussen de plaatsen Eindhoven en Valkenswaard via Aalst.
N62 · N69 · N251 · N252 · N253 · N254 · N255 · N256/A256 · N257 · N258 · N260 · N261 · N262 · N263 · N264 · N266 · N267 · N268 · N269 · N270/A270 · N271 · N272 · N273 · N274 · N275 · N276 · N277 · N278 · N279 · N280 · N281 · N282 · N283 · N284 · N285 · N286 · N287 · N288 · N289 · N290 · N291 · N292 · N293 · N294 · N295 · N296 · N296n · N297 · N298 · N300 · N321 · N322 · N324 · N329 · N389 · N394 · N395 · N396 · N397

N556 · N562 · N564 · N570 · N572 · N590 · N595 · N598 · N601 · N602 · N605 · N607 · N612 · N613 · N615 · N616 · N617 · N618 · N620 · N622 · N625 · N629 · N631 · N632 · N637 · N638 · N639 · N640 · N641 · N651 · N652 · N653 · N654 · N655 · N656 · N658 · N659 · N660 · N661 · N662 · N663 · N664 · N665 · N666 · N667 · N668 · N669 · N670 · N671 · N673 · N674 · N675 · N676 · N682 · N683 · N686 · N689 · N690 · N831 · N843

Voormalige provinciale wegen: N299 · N551 · N552 · N553 · N554 · N555 · N560 · N561 · N563 · N565 · N566 · N567 · N568 · N571 · N574 · N580 · N581 · N582 · N583 · N584 · N585 · N586 · N587 · N588 · N589 · N591 · N592 · N593 · N594 · N596 · N597 · N603 · N604 · N606 · N608 · N610 · N611 · N614 · N619 · N621 · N623 · N624 · N626 · N628 · N630 · N634 · N642 · N657